# Fort Ferry Island
Le fort Ferry Island est un fort de l'époque coloniale situé au sud-ouest de Saint George's, dans les Bermudes. 

## Historique
Au début de la colonisation des Bermudes, les officiers britanniques élaborèrent un plan en cas d’invasion par l’ennemi : la population de l’île serait transportée des Bermudes jusqu’à l’Île Saint George, cette dernière n'étant accessible que par bateau. Par mesure de défense, la minuscule île Ferry - située juste au large de la côte de Saint-George - a été fortifiée. La batterie a été construite dans les années 1790 et trois canons ont ensuite été montées sur le fort. Une telle invasion n’a jamais eu lieu, mais il est possible de visiter les vestiges du fort - qui a été reconstruit dans les années 1870 - en traversant une petite passerelle du parc Ferry Reach, à l’extrémité ouest de la paroisse Saint George's.